# رونالد لوپاتنی
رونالد لوپاتنی (انگلیسی: Ronald Lopatni؛ زادهٔ ۱۹ مهٔ ۱۹۴۴ – ۵ مهٔ ۲۰۲۲) بازیکن واترپلو اهل یوگسلاوی بود.